# Musculus obliquus capitis inferior
De musculus obliquus capitis inferior of onderste schuine hoofdspier is een nekspier die loopt van het doornuitsteeksel van de tweede halswervel naar de dwarsuitsteeksel of massa lateralis van de eerste halswervel. Deze spier draait de eerste halswervel en het hoofd naar de zijde van de spier. Hij wordt geïnnerveerd door de nervus suboccipitalis.